# Třída Generali
Třída Generali (jinak též Generale Antonio Cantore) byla lodní třída torpédoborců italského námořnictva. Celkem bylo postaveno šest jednotek této třídy. Ve službě byly v letech 1919–1943. Od roku 1929 byly klasifikovány jako torpédovky. Všechny byly potopeny za druhé světové války. Byly to poslední italské torpédoborce konstrukčně navazující na třídu Indomito.

## Stavba
Celkem bylo postaveno šest jednotek této třídy. Stavbu zajistila italská loděnice Cantieri navali Odero v Sestri Ponente v Janově. Do služby byly zařazeny v letech 1921–1922.
Jednotky třídy Generali:
| Jméno                             | Založení kýlu | Spuštěna         | Vstup do služby | Osud |
| --------------------------------- | ------------- | ---------------- | --------------- | --- |
| Generale Antonio Cantore (CE)     | listopad 1919 | 23. dubna 1921   | červenec 1921   | Dne 22. srpna 1942 u pobřeží Kyrenajky potopen minou z britské ponorky HMS Porpoise (N14).                                                        |
| Generale Antonio Cascino (CI)     | březen 1920   | 18. března 1922  | květen 1922     | Dne 9. září 1943 potopen vlastní posádkou v La Spezia.                                                                                            |
| Generale Antonio Chinotto (CH)    | listopad 1919 | 7. srpna 1921    | září 1921       | Dne 28. března 1941 poblíž Palerma potopen minou z britské ponorky HMS Rorqual (N74).                                                             |
| Generale Carlo Montanari (MN)     | červen 1921   | 4. října 1922    | listopad 1922   | Dne 9. září 1943 potopen vlastní posádkou v La Spezia. Němci plavidlo vyzvedli, ale do služby nebyl zařazen. Dne 4. října 1944 jej potopil nálet. |
| Generale Achille Papa (PA)        | prosinec 1919 | 8. prosince 1921 | únor 1922       | Dne 9. září 1943 potopen vlastní posádkou v Janově. Němci jej vyzvedli a přejmenovali na TA7, později SG20. Do služby však zařazen nebyl.         |
| Generale Marcello Prestinari (PR) | květen 1921   | 4. července 1922 | srpen 1922      | Dne 31. ledna 1943 v Sicilském průlivu potopen minou z minonosky HMS Welshman (M84).                                                              |

## Konstrukce

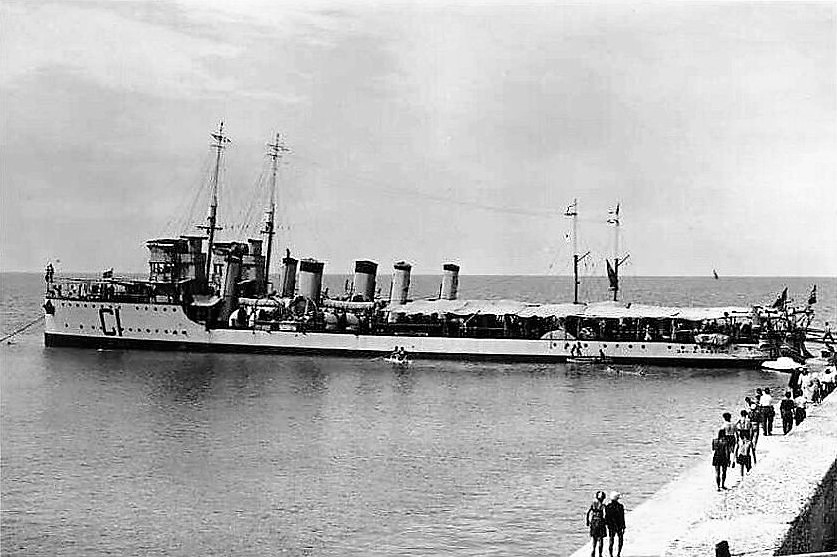
Generale Antonio Cascino (CI)

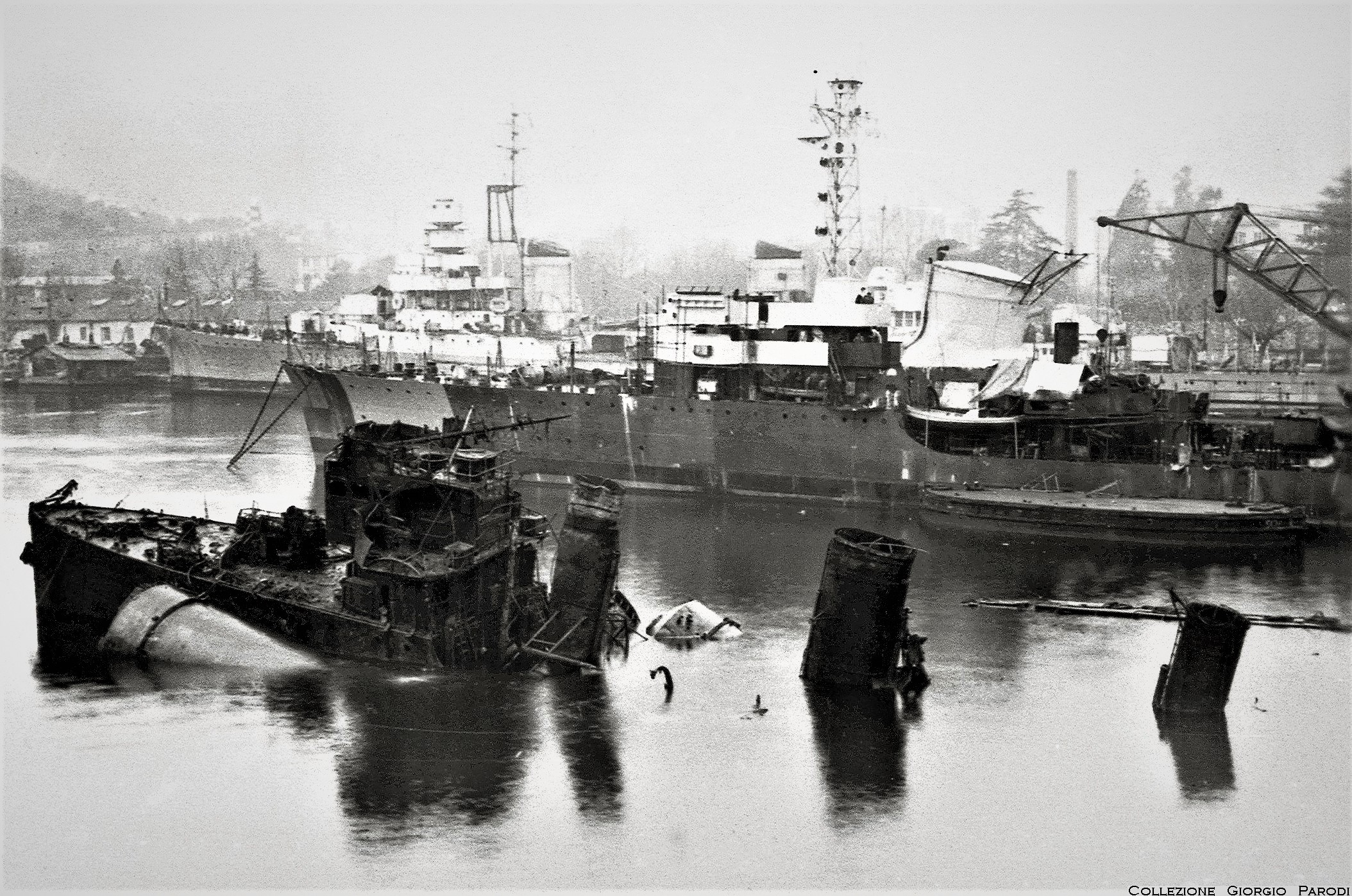
Vrak Generale Carlo Montanari (MN) v roce 1949 v La Spezia

Výzbroj tvořily tři 102mm kanóny, dva 76mm kanóny a dva dvojhlavňové 450mm torpédomety. Pohonný systém tvořily čtyři kotle Thornycroft a dvě turbíny Tosi o výkonu 15 500 hp, pohánějící dva lodní šrouby. Spaliny odváděly tři komíny. Nejvyšší rychlost dosahovala 30 uzlů. Dosah byl 2000 námořních mil při rychlosti čtrnáct uzlů.

### Modernizace
Roku 1936 byly všechny jednotky vybaveny mechanickým tralem. Roku 1939 byla upravena jejich výzbroj. Oba 76mm kanóny nahradily dva dvojité 20mm kanóny Breda.